# The Book of Ebenezer Le Page
The Book of Ebenezer Le Page è un romanzo di Gerald Basil Edwards pubblicato postumo nel Regno Unito da Hamish Hamilton nel 1981 e negli Stati Uniti d'America da Alfred A. Knopf nello stesso anno. Venne poi pubblicato da Penguin Books e da The New York Review of Books nelle loro serie classiche e poi tradotto in francese ed italiano.
Si tratta di un'autobiografia romanzata su un archetipo di uomo dell'isola di Guernsey, Ebenezer Le Page, che vive attraverso i profondi cambiamenti intervenuti nell'isola di Guernsey, (Isole del Canale), dalla fine del XIX secolo fino agli anni 1960.

## Trama
Ebenezer era nato alla fine del XIX secolo e morto nei primi anni 1960. Aveva vissuto tutta la sua vita a Vale. Non si sposò mai, nonostante qualche storia con le ragazze locali e una tempestosa relazione con Liza Queripel di Pleinmont. Aveva lasciato l'isola solo una volta, per recarsi a Jersey a vedere il Muratti Vase. Per la maggior parte della sua vita era stato un coltivatore e pescatore, anche se aveva militato nel reggimento nord della Royal Guernsey Light Infantry (anche se non al di fuori dell'isola) e aveva lavorato a cottimo per lo Stato di Guernsey nella seconda parte della sua vita. Guernsey è il microcosmo del mondo come  Dublino è quello di James Joyce e il Dorset è quello di Hardy. Dopo una vita piena di difficoltà e di episodi in movimento, Ebenezer è pronto a morire felice, lasciando in eredità la sua pentola d'oro e l'autobiografia (Il libro di Ebenezer Le Page) al giovane artista di cui diventa amico, dopo un incidente con il quale quest'ultimo fracassò la sua serra.

## Personaggi in "The Book of Ebenezer Le Page"

Albero genealogico di Ebenezer Le Page

- Ebenezer Le Page, agricoltore e pescatore
- Alfred Le Page, proprietario di una cava, padre di Ebenezer, ucciso durante la seconda guerra boera
- Charlotte Le Page, madre di Ebenezer, indicata sempre come "mia madre"
- Tabitha Le Page ('La Tabby'), sorella di Ebenezer
- Jean Batiste, marito di Tabitha, ucciso nella prima guerra mondiale
- Jim Mahy, amico d'infanzia di Ebenezer, ucciso nella prima guerra mondiale
- Liza Queripel, l'amore della vita di Ebenezer
- William Le Page ('Zio Willie'), fratello di Alfred
- Nathaniel Le Page ('Zio Nat'), zio del fratello della madre di Ebenezer
- Charlotte Le Page, nonna materna di Ebenezer
- Henriette Le Page ('La Hetty'), sorella della madre di Ebenezer
- Priscille Le Page ('La Prissy'), sorella della madre di Ebenezer
- Harold Martel, costruttore, marito di Hetty
- Percy Martel, fratello di Harold, marito di Prissy
- Raymond Martel, figlio di Hetty e Harold
- Horace Martel, figlio maggiore di Percy e Prissy
- Cyril Martel, figlio minore di Percy e Prissy, morto a 5 anni
- Christine Mahy, moglie dif Raymond (cugina di Jim)
- Abel Martel, figlio di Raymond e Christine
- Gideon Martel, figlio di Christine, da una relazione extraconiugale con Horace
- Neville Falla, giovane motociclista e artista che divenne amico di Ebenezer nella vecchiaia
- Cousin Mary Ann, terza cugina di Ebenezer